# Gökhan Keskin
Gökhan Keskin (* 31. März 1966 in Istanbul) ist ein ehemaliger türkischer Fußballspieler und aktueller Trainer der zweiten Auswahl der türkischen Nationalmannschaft.

## Karriere

### Als Spieler

#### Verein
Gökhan Keskin begann mit dem Vereinsfußball in der Jugend von Dikilitaşspor und wechselte von hier aus in die Jugend von Beşiktaş Istanbul. Im Sommer 1984 erhielt er hier einen Profivertrag und fand in kürzester Zeit einen Platz in der Stammformation. Anfangs war er im Mittelfeld tätig und rückte, nachdem der Libero der Mannschaft Samet Aybaba seine aktive Spielerlaufbahn beendet hatte, auf diese Position und spielte diese dann selber bis zu seinem Karriereende.
Durch seine langjährige Tätigkeit bei Beşiktaş Istanbul wird er stark mit diesem Verein assoziiert. Er wird sowohl von den Fans wie auch von dem Verein als einer der bedeutendsten Spieler der Vereinsgeschichte aufgefasst. Mit Beşiktaş konnte er fünfmal die türkische Meisterschaft, jeweils dreimal den türkischen Fußballpokal und Türkischer Supercup gewinnen. Er war fester Bestandteil der von Vereins- und Fanseite als legendär bezeichneten Mannschaft die in den Spielzeiten 1989/90, 1990/91 und 1991/92 dreimal hintereinander die Türkische Meisterschaft gewinnen konnte.
Zur Saison 1996/97 entschied sich Beşiktaş einen radikalen Schnitt mit der Mannschaft zu machen und eine neue Mannschaft mit jungen Spielern zu formen. Infolge dieser Maßnahmen trennte man sich von vielen gestandenen Spielern, darunter auch von Keskin. Dieser einigte sich dann mit dem damaligen Erstligisten İstanbulspor. Hier spielte er fünf Spielzeiten lang und beendete anschließend seine aktive Spielerkarriere. Zwei Jahre nachdem er seine aktive Laufbahn beendet hatte, wurde für ihn ein Abschiedsspiel organisiert, bei dem Beşiktaş auf Bursaspor traf.

#### Nationalmannschaft
Gökhan Keskin spielte viermal für die türkische U-21 und sechsmal für die olympische Auswahl der Türkei. 
Am 11. November 1987 debütierte er für die türkische Nationalmannschaft in einem Qualifikationsspiel der EM 1988 gegen die nordirische Nationalmannschaft. Ab diesem Spiel war er fast ein Jahrzehnt fester Bestandteil der türkischen Nationalmannschaft. Mit der türkischen Nationalmannschaft verpasste er knapp die Qualifikation für die Weltmeisterschaft 1990 in Italien.

### Als Trainer

#### Verein
Im Anschluss an seine Spielerkarriere übernahm er bei seinem letzten Verein İstanbulspor den Co-Trainerposten und assistierte Aykut Kocaman. Anschließend war Keskin als Co-Trainer seiner beiden ehemaligen Mannschaftskapitäne aus Beşiktaşer Zeiten, Samet Aybaba und Rıza Çalımbay tätig. Lediglich in der Saison 2006/07 übernahm er als Cheftrainer Güngören Belediyespor. Hier wurde er aber bereits nach drei Monaten durch Mustafa Serin ersetzt. Von 2009 bis 2010 war er bei Beşiktaş als Jugendtrainer aktiv.

#### Nationalmannschaft
Seit April 2012 betreut Keskin als Cheftrainer die Zweite Auswahl der türkischen Nationalmannschaft.
Er nahm mit der zweiten Auswahl der türkischen Nationalmannschaft am Turnier von Toulon 2012 teil und schaffte mit ihr den Einzug ins Finale. Im Finale unterlag man der Auswahl Mexikos. Die türkische A2 nominierte für dieses Turnier Spieler, die jünger als 23 Jahre alt waren, um die Altersbedingungen für das Turnier zu erfüllen.
Anfang 2013 nahm der mit der zweiten Auswahl der türkischen Nationalmannschaft am International Challenge Trophy 2011/13 teil. Da für dieses Turnier nur Spieler eingesetzt werden durften die jünger als 23 Jahre alt sind, nominierte Keskin nur Spieler, die diese Altersbegrenzung erfüllten. Die Gruppenphase beendete Keskins Mannschaft mit drei Siegen in drei Spielen als Tabellenerster. In der nachfolgenden Halbfinalsbegegnung gegen die Englische C Nationalmannschaft vom 5. Februar 2013 entschied man das Spiel mit 1:0 für sich und zog ins Finale ein.
Im Rahmen der Mittelmeerspiele 2013 betreute er die an diesem Turnier teilnehmende türkische U-19-Nationalmannschaft. Hier erreichte er mit seiner Mannschaft das Turnierfinale. Im Finale unterlag man der marokkanischen U-19-Nationalmannschaft und wurde Silbermedaillengewinner.

## Titel und Erfolge

### Als Spieler
Beşiktaş Istanbul
- Türkischer Meister (5): 1986, 1990, 1991, 1992, 1995
- Türkischer Pokalsieger (3): 1989, 1990, 1994
- Türkischer Supercup (3): 1986, 1989, 1994

### Als Trainer
Zweite Auswahl der Türkischen Nationalmannschaft
- Vizemeisterschaft im Turnier von Toulon (1): 2012

Türkische U-19-Nationalmannschaft
- Silbermedaille bei den Mittelmeerspielen: 2013